# Johan Richthoff

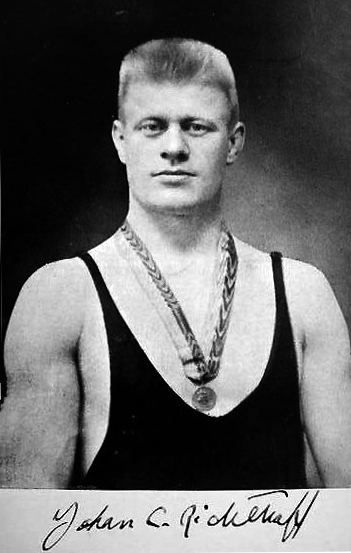
Johan Richthoff

Johan Cornelius Richthoff (* 30. April 1898 in Limhamn, Schonen; † 1. Oktober 1983 ebenda) war ein schwedischer Ringer. Er wurde zweimal Olympiasieger (1928 in Amsterdam und 1932 in Los Angeles) und wurde zudem 1929 und 1930 insgesamt dreimal Europameister.

## Werdegang
Johan Richthoff war in den 1920er und zu Beginn der 1930er Jahre einer der besten schwedischen Ringer und damit auch einer der besten der Welt. Er war ein Hüne von Gestalt mit fast zwei Metern Größe, was für die damalige Zeit eine Seltenheit war. Er gehörte dem Sportklub Brottarklubben Kärnan Limhamn an. Er rang, immer im Schwergewicht, in beiden Stilarten, bevorzugte aber bei großen internationalen Meisterschaften meist den freien Stil. In Schweden hatte er in Carl Westergren und Rudolf Svensson, beides ebenfalls Olympiasieger, große Konkurrenten, die noch größere Erfolge von Johan Richthoff bei internationalen Meisterschaften verhinderten.
Bei der ersten Teilnahme an Olympischen Spielen im Jahre 1924 musste er sich in Paris im freien Stil im Schwergewicht noch mit dem 5. Platz begnügen. Seine erste internationale Medaille gewann er dann bei der Europameisterschaft 1926 in Riga, wo er im griech.-röm. Stil nach einer Niederlage gegen Georg Gehring aus Deutschland den 3. Platz belegte. 1927 wurde er bei der Europameisterschaft im griech.-röm. Stil in Budapest zweiter Sieger, wobei seine Niederlage gegen den Einheimischen Raymund Badó doch überraschend war. Bei den Olympischen Spielen 1928 in Amsterdam wurde er im freien Stil eingesetzt und gewann dort mit Siegen in den entscheidenden Kämpfen gegen Aukusti Sihvola aus Finnland und Edmond Dame aus Frankreich die Goldmedaille.
In den Jahren 1929 und 1930 wurde er jeweils Europameister. 1929 in Paris im freien Stil und 1930 in Stockholm im griechisch-römischen Stil. Die Finalkämpfe gewann er dabei gegen Edmond Charlier aus Belgien bzw. Hjalmar Nyström aus Finnland.
1932 siegte Johan Richthoff beim großen intern. Turnier in Stockholm im griech.-röm. Stil im Schwergewicht vor seinen harten Konkurrenten Carl Westergren und Rudolf Svensson. Er wurde aber zum Abschluss seiner Laufbahn als Amateurringer bei den Olympischen Spielen 1932 in Los Angeles nur im freien Stil eingesetzt, wo er noch einmal Olympiasieger wurde. Er siegte dort vor nicht allzu schwerer Konkurrenz im Schwergewicht vor John Horn Riley aus den USA und Nikolaus Hirschl aus Österreich, wobei in dieser Konkurrenz nur diese drei Ringer am Start waren.
Nach den Olympischen Spielen blieb Johan Richthoff in den Vereinigten Staaten und trat dort 1932 und 1933 bei Profiringkämpfen auf. Danach war er einige Jahre lang Betreuer der schwedischen Freistilringer-Mannschaft.
In Schweden genoss er hohe Popularität. 1930 bekam er die Svenska-Dagbladet-Goldmedaille verliehen.

## Internationale Erfolge
| Jahr | Platz | Wettbewerb                   | Stil | Gewichtsklasse | Ergebnisse |
| 1924 | 5.    | OS in Paris                  | F    | Schwer         | nach einem Sieg über A. Sanwire, Großbritannien und einer Niederlage gegen Henri Wernli, Schweiz                                                                                            |
| 1926 | 3.    | EM in Riga                   | GR   | Schwer         | nach einer Niederlage gegen Georg Gehring, Deutschland und Siegen über Alberts Zwejnieks, Lettland und Stefan Dömeny, Ungarn                                                                |
| 1927 | 2.    | EM in Budapest               | GR   | Schwer         | nach Siegen über Willi Müller, Deutschland, Edmond Dame, Frankreich und Mehmet Çoban, Türkei, einer Niederlage gegen Raymond Badó, Ungarn und einem Sieg über Josef Urban, Tschechoslowakei |
| 1928 | Gold  | OS in Amsterdam              | F    | Schwer         | nach Siegen über Edward George, USA, Edmond Dame und Aukusti Sihvola, Finnland |
| 1929 | 1.    | EM in Paris                  | F    | Schwer         | nach Siegen über A. Edwards, Großbritannien, Ding, Schweiz, Léon Charlier, Belgien und Edmond Dame                                                                                          |
| 1930 | 1.    | EM in Stockholm              | GR   | Schwer         | nach Siegen über Georg Gehring, Josef Urban und Hjalmar Nyström, Finnland |
| 1930 | 1.    | EM in Brüssel                | F    | Schwer         | nach einem Sieg über Léon Charlier |
| 1930 | 1.    | Intern. Turnier in Stockholm | GR   | Schwer         | vor Georg Nilsson u. John Nyman, bde. Schweden |
| 1931 | 2.    | Intern. Turnier in Göteborg  | GR   | Schwer         | hinter Hjalmar Nyström u. vor Carl Westergren, Schweden |
| 1931 | 2.    | Intern. Turnier in Malmö     | GR   | Schwer         | hinter Carl Westergren u. vor Hjalmar Nyström |
| 1932 | 1.    | Intern. Turnier in Stockholm | GR   | Schwer         | vor Carl Westergren und Rudolf Svensson, bde. Schweden |
| 1932 | Gold  | OS in Los Angeles            | F    | Schwer         | nach Siegen über John Horn Riley, USA und Nikolaus Hirschl, Österreich |

## Erfolge bei schwedischen Meisterschaften
Johann Richthoff wurde 1925 und 1930 im griechisch-römischen Stil und 1926, 1928, 1929, 1930, 1931 und 1932 schwedischer Meister im freien Stil, jeweils im Schwergewicht
Erläuterungen
- GR = griechisch-römischer Stil, F = freier Stil
- OS = Olympische Spiele, EM = Europameisterschaft
- Schwergewicht, damals über 87 kg Körpergewicht